# Iva (Carolina del Sud)
Iva è un comune degli Stati Uniti d'America, situato in Carolina del Sud, nella Contea di Anderson.